# Wartburg - Hohe Sonne
Wartburg – Hohe Sonne ist die Bezeichnung eines ehemaligen Naturschutzgebietes auf dem Gebiet der Stadt Eisenach im Wartburgkreis in Thüringen.

## Beschreibung
Das einzige Naturschutzgebiet (NSG) im Stadtgebiet erstreckte sich südlich der Kernstadt westlich und östlich der B 19. Nordwestlich des Gebietes verläuft die B 84, nördlich und nordöstlich fließt die Hörsel, ein rechter Nebenfluss der Werra.
Das 586,1 ha große Gebiet mit der NSG-Nr. 29 wurde im Jahr 1961 unter Naturschutz gestellt. 2015 ging es in dem größeren (788 ha) Naturschutzgebiet Wälder mit Schluchten zwischen Wartburg und Hohe Sonne auf.